# Muskelfaserriss

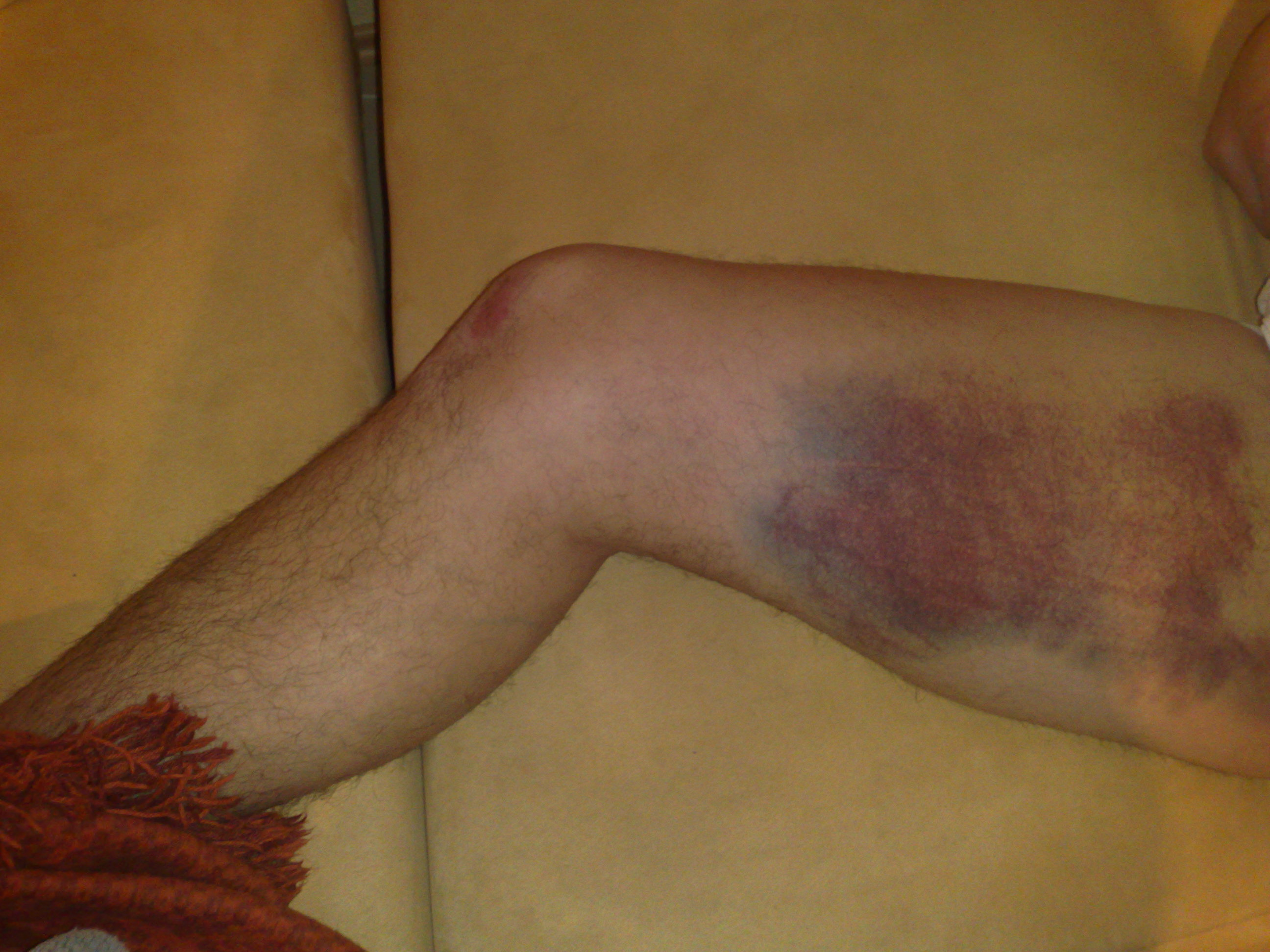
Doppelter Muskelfaserriss am Oberschenkel

Der Muskelfaserriss ist eine Sportverletzung, bei der es nach einer stärkeren Belastung zum Zerreißen von Muskelgewebe kommt. Im Gegensatz zur Muskelzerrung lässt sich eine Strukturveränderung mit Zerstörung von Muskelzellen und eine Einblutung erkennen. Meistens sind Waden- und Oberschenkelmuskulatur betroffen.
Muskelzerrung, Muskelfaserriss und Muskelriss beruhen auf demselben Mechanismus und unterscheiden sich nur durch das Ausmaß der Muskelschädigung. Bei einem Muskelfaserriss sind viele Muskelfasern gerissen, meist ein ganzes Muskelfaserbündel. Kleine Risse wirken sich nicht spürbar auf die Leistungsfähigkeit aus und sind bei jedem Training üblich.

## Verletzungsmechanismus
Beim Muskelfaserriss kommt es zum Einreißen der retikulären Fasern, die mit dem Costamer der Basalmembran der Muskulatur verbunden sind. Wie bei der Muskelzerrung entscheiden die ersten Minuten nach der Verletzung über die Dauer der eingeschränkten Leistung. Je schneller der Muskelfaserriss gekühlt wird, umso geringer die Einblutung, umso kürzer die Behandlungsdauer. Es kommt zu lokalen Entzündungserscheinungen in der Muskulatur. Gleichzeitig kommt es zur lokalen Tonusminderung im verletzten Gebiet.
Ein kompletter Muskelabriss führt zu einer starken Blutung in das Gewebe mit teilweise einem Totalausfall der Muskelkontraktion. Die Muskelenden ziehen sich in Richtung der jeweiligen Sehne zurück. Die Diagnostik ist hier mit Muskelfunktionstests, Ultraschall und Kernspintomographie relativ eindeutig, wobei die Bilder oft durch große Einblutungen schwer zu interpretieren sind.

## Symptome
Ein plötzlich einschießender Schmerz ist ein sehr häufiges Symptom. Nach dem Schmerzeintritt bleibt die Funktion des betroffenen Muskels meist über längere Zeit schmerzhaft eingeschränkt. Beim Riss großer Muskeln zeigen sich teilweise Einbuchtungen oder zusammengezogene Muskelanteile. Genauer kann man den Muskelfaserriss mittels Sonografie oder Magnetresonanztomographie eingrenzen.

## Diagnose

Umschriebener Bluterguss

Bei der Abtastung des Muskels findet sich im Bereich der Muskelverletzung ein umschriebener Schmerz. Liegt der Riss oberflächlich, kann man einen umschriebenen oder abgesackten Bluterguss erkennen.
Einige Krankheiten und Verletzungen zeigen ein ähnliches Erscheinungsbild, erfordern jedoch eine andere Behandlung. Beispiele für Verletzungen sind ein Sehnenriss, eine rupturierte Baker-Zyste, eine Muskelprellung oder selten ein Ermüdungsbruch. Beispiele für Krankheiten mit Symptomen, die einem Muskelfaserriss ähnlich sehen, sind einige Formen der Myositis, Thrombophlebitis oder Thrombosen.

## Therapie
Als Sofortmaßnahme wird mit Bewegung aufgehört und die PECH-Regel angewendet. Am wichtigsten ist die Schonung und falls nötig die Schmerztherapie. Ruhigstellung ist nach einer operativen Rekonstruktion nötig. An der Wade ist eine Hochlagerung des Beines sinnvoll, da die Schwellung in der Umgebung des Einrisses weniger auftritt und weniger Schmerzen bereitet.
Die Wirksamkeit von Maßnahmen wie Reizstrom, Wärmebehandlung und Salben ist umstritten. Die Spontanheilungsrate ist beim Muskelfaserriss hoch. Ein chirurgischer Eingriff findet bei Verletzungen mit Funktionseinschränkung statt und ist bei Sportlern notwendig, da sich der Muskel nicht rekonstruieren kann. Es kommt zu Deformationen und Funktionsstörungen. Nach einer Operation erfolgt eine sechswöchige Ruhigstellung des betroffenen Muskels, um ein erneutes Zerreißen zu verhindern. In den USA hat man gute Erfahrungen mit einer begleitenden Testosteron-Therapie gemacht, um die während der Trainingspause eintretende Muskelatrophie zu minimieren.

## Muskelbündelriss
Die besonders starke Ausprägung eines Muskelfaserrisses ist der Muskelbündelriss, bei dem im Gegensatz zu einem Muskelfaserriss nicht nur einzelne Fasern, sondern ein komplettes Muskelbündel reißt.